# Орбур-Вир
Орбу́р-Вир (фр. Horbourg-Wihr) — коммуна на северо-востоке Франции в регионе Гранд-Эст (бывший Эльзас — Шампань — Арденны — Лотарингия), департамент Верхний Рейн, округ Кольмар — Рибовилле, кантон Кольмар-2. До марта 2015 года коммуна административно входила в состав упразднённого кантона Андольсайм (округ Кольмар).
Площадь коммуны — 9,42 км², население — 5011 человек (2006) с тенденцией к росту: 5243 человека (2012), плотность населения — 556,6 чел/км².

## Население
Численность населения коммуны в 2011 году составляла 5108 человек, а в 2012 году — 5243 человека.
| 1962 | 1968 | 1975 | 1982 | 1990 | 1999 | 2006 | 2008 | 2011 | 2012 |
| ---- | ---- | ---- | ---- | ---- | ---- | ---- | ---- | ---- | ---- |
| 1181 | 1566 | 2720 | 4209 | 4518 | 5060 | 5011 | 4998 | 5108 | 5243 |

Динамика населения:

## Экономика
В 2010 году из 3308 человек трудоспособного возраста (от 15 до 64 лет) 2495 были экономически активными, 813 — неактивными (показатель активности 75,4 %, в 1999 году — 75,0 %). Из 2495 активных трудоспособных жителей работали 2321 человек (1187 мужчин и 1134 женщины), 174 числились безработными (78 мужчин и 96 женщин). Среди 813 трудоспособных неактивных граждан 264 были учениками либо студентами, 368 — пенсионерами, а ещё 181 — были неактивны в силу других причин.
На протяжении 2011 года в коммуне числилось 2353 облагаемых налогом домохозяйства, в которых проживало 5071,5 человек. При этом медиана доходов составила 22262 евро на одного налогоплательщика.

## Достопримечательности (фотогалерея)

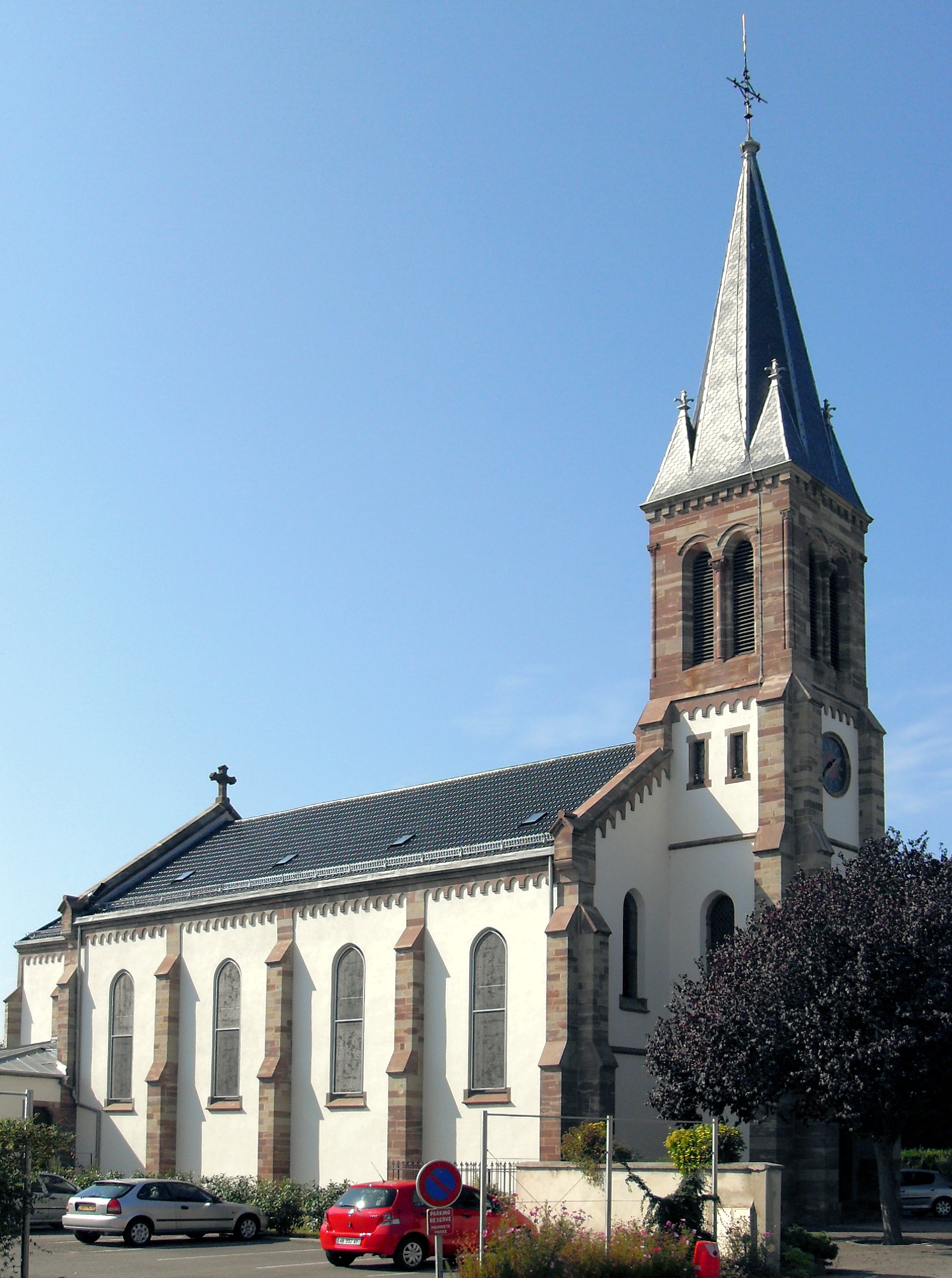
Церковь
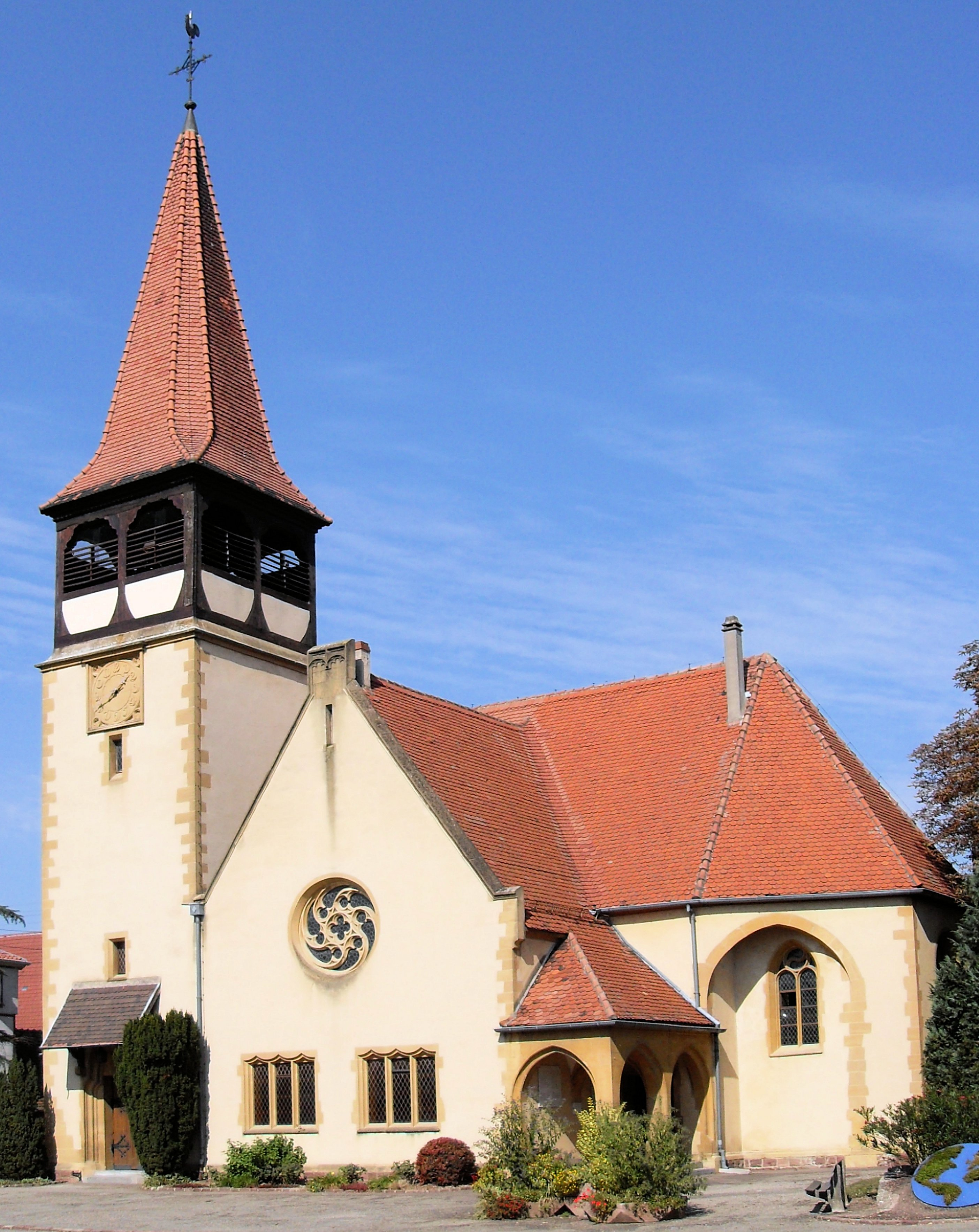
Протестантская церковь
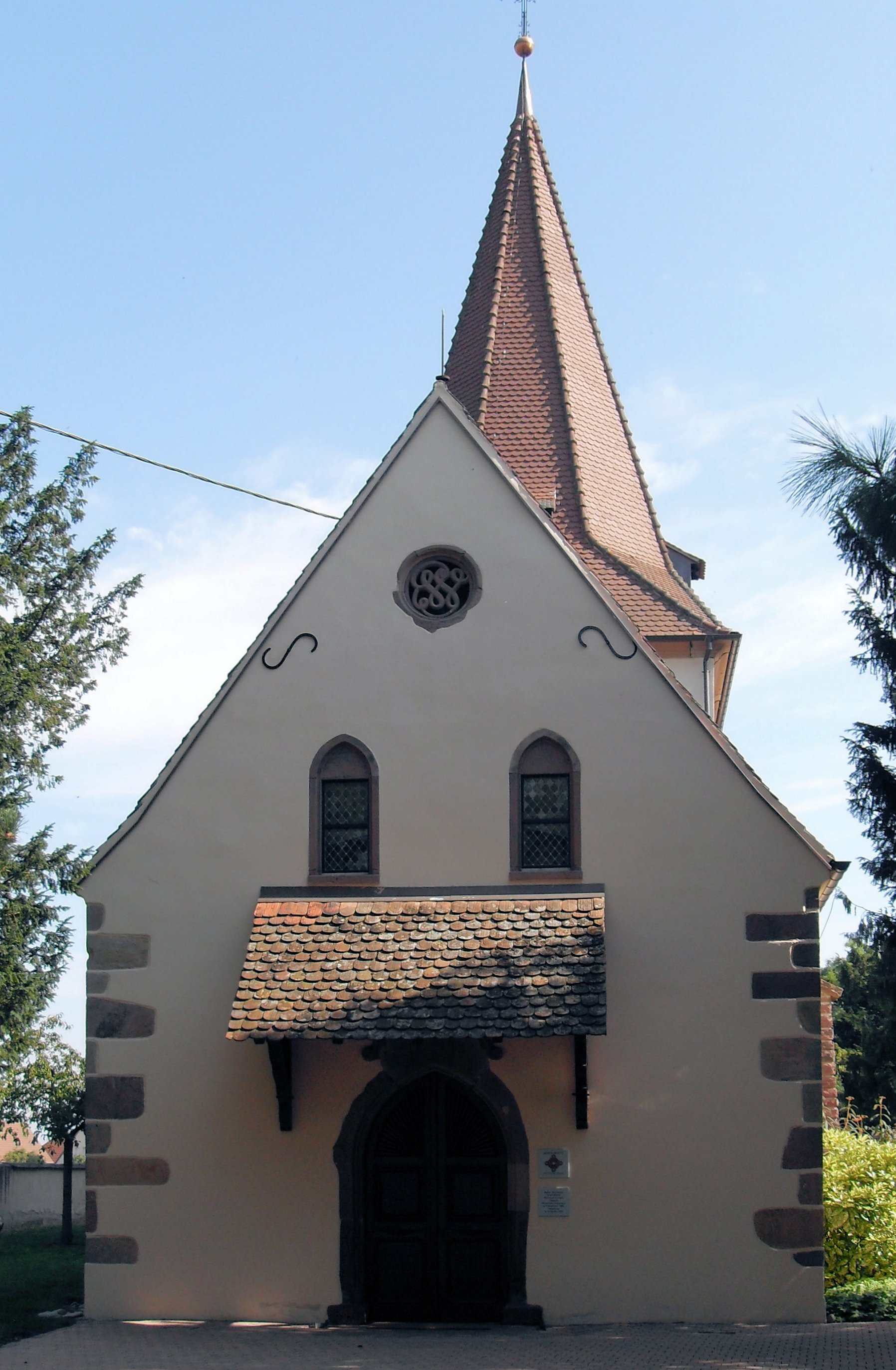
Симультанеум Сен-Мишель